# Teodor Pròdrom (monjo)

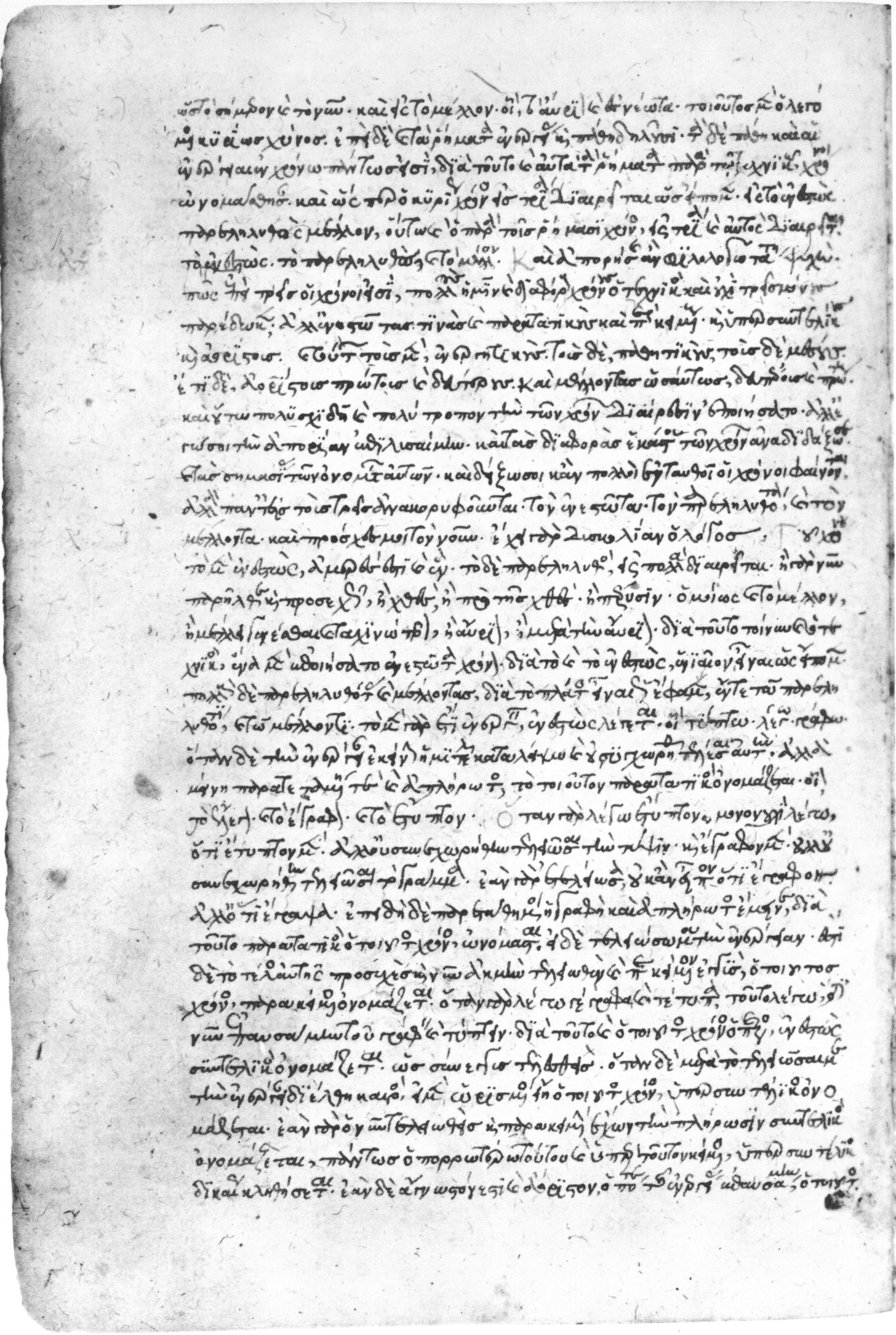
Obra de Teodor Pròdrom.

Teodor Pròdrom (en llatí Theodorus Prodromus, en grec  Θεόδωρος), de vegades anomenat Theodorus Ptochoprodromus fou un monjo i escriptor romà d'Orient de la primera meitat del segle xii. Va agafar el nom d'Hilaró quan va entrar al monestir. Va tenir gran reputació al seu temps com erudit i filòsof i va rebre el malnom de Κυρός o κύριος (que té autoritat). Va escriure sobre molts temes com filosofia, gramàtica, teologia, història i astronomia, i en especial poesia.

## Obres
Obres que es conserven:
- Un poema sobre els amors de Rhodanthe i Dosicles en metre iàmbic, de no gaire qualitat, però que va tenir un imitador: Nicetes Eugenià.
- Galeomyomachia, en vers iàmbic, sobre "la batalla dels ratolins i del gat", imitant la Batracomiomàquia.
- Ἡ ἀπόδημος φιλία, un altre poema iàmbic.
- Poema de més de 1000 línies en dos llibres dirigit a Manuel I Comnè (emperador 1143-1180), on es queixa de la misèria que ha de suportar a la vida del convent, mentre altres més ben situats es dediquen a la disbauxa. A l'inici i al final de cada llibre hi ha unes quaranta línies en grec antic, mentre les altres són escrites en grec medieval.
- Ἀμάραντος, ἢ γέροντος ἔρωτες. Un diàleg en prosa.
- Una invectiva contra la dita: ἡ πενίη σοφίην ἔλαχεν ("la pobresa empeny a la saviesa").
- Epigrammata, Τετράστιχα ἰαμβεῖα καὶ ἡρῶα εἰς τὰ κεφαλαιωδῶς ῥηθέντα ἐν τῇ γραφῇ. Resums poètics dels llibres del Pentateuc, Llibre de Josuè, dels quatre Evangelis i dels Fets dels Apòstols.
- Τετράστιχα ἰαμβεῖα καὶ ἡρῶα εἰς τὰ κεφαλαιωδῶς ρηθέντα ἐν τῷ βὶῳ Γρηγορίου τοῦ θεολόγου, τοῦ μεγάλου Βασιλείου καὶ τοῦ ἁγίου Χρυσοστόμου.
- Προσφωνητικοί. En versos elegíacs, on es dirigeix a Pau Apòstol, a Gregori de Nazianz i a altres teòlegs.
- Ἰάμβοι σχετλιαστικοὶ εἰς τὴν πρόνοιαν. Un poema sobre la Divina providència.
- Un poema iàmbic contra els homes que porten el nom "Baris", que havia intentat acusar-lo d'heretgia.
- Εἰς εἰκονισμένον τῷ βίῳ, In imaginem vitae. Versos de temàtica política.
- Νουθετικοὶ κατὰ φθονούντων, ad Invidos.
- Poema iàmbic sense títol (in hortum).
- Epístoles
- κατὰ φιλοπόρνου γραός. En 102 versos senars, atribuït de vegades a Manuel Files.
- Ἐξήγησις. Exposició dels cànons o himnes apropiats a les festes dominicals.
- Un Epítom dels comentaris de Teodoret de Cir als psalms.
- De Processione Spiritus sancti.
- Un Lexicó sobre la gramàtica de Manuel Moscòpulos i altres notes sobre tractats gramaticals.
- Poema astronòmic per a la sebastocratoressa Irene Ducena.
- Poema de 128 hexàmetres per Joan II Comnè emperador.
- 118 hexàmetres en favor d'Anna Comnena.
- Κατὰ μακρογενείου δοκοῦντος εἶναι διὰ τοῦτο σοφοῦ
- Descripció de l'entrada de Joan II Comnè a Constantinoble després de la conquesta de Kastamonu.
- Poema de 296 hexàmetres per Joan Comnè després de la conquesta de Gangra
- 50 hexàmetres en queixa per no veure agraïda la seva feina després d'haver sortit de Constantinoble.
- In posteriora Analytica Aristotelis,  Περὶ ἐπιδεικτικῶν.
- De pauco et multo, magno et parvo, quod non sint relativa sed contraria.
- Diversos assajos teològics.[1]